# The Complete Studio Recordings (Led Zeppelin)
The Complete Studio Recordings is een boxset van de Engelse rockband Led Zeppelin. Deze 10cd-boxset bevat alle 9 studioalbums die zijn uitgebracht door de groep. Alle nummers zijn digitaal geremasterd door voormalig gitarist Jimmy Page.
De tiende cd met het album Coda bevat ook 4 bonustracks die eerder al waren uitgebracht op Led Zeppelin Box Set. Bij dit album hoort ook een boekje gevuld met zeldzame foto's en een mini-biografie van de groep geschreven door Cameron Crowe. Elk album is voorzien van de originele album art die destijds werd uitgebracht.

## Nummers

### Led Zeppelin
1. Good Times Bad Times (John Bonham, John Paul Jones, Jimmy Page) – 2:46
2. Babe I'm Gonna Leave You (Jimmy Page & Robert Plant/Anne Bredon) – 6:41
3. You Shook Me (Willie Dixon, J.B. Lenoir) – 6:28
4. Dazed and Confused (Page) – 6:26
5. Your Time Is Gonna Come (Jones, Page) – 4:14
6. Black Mountain Side (Page) – 2:05
7. Communication Breakdown (Bonham, Jones, Page) – 2:27
8. I Can't Quit You Baby (Dixon) – 4:42
9. How Many More Times (Bonham, Jones, Page) – 8:28

### Led Zeppelin II
1. Whole Lotta Love (Bonham, Dixon, Jones, Page, Robert Plant) – 5:34
2. What Is and What Should Never Be (Page, Plant) – 4:44
3. The Lemon Song (Bonham, Jones, Page, Plant) – 6:20
4. Thank You (Page, Plant) – 4:47
5. Heartbreaker (Bonham, Jones, Page, Plant) – 4:14
6. Living Loving Maid (She's Just a Woman) (Page, Plant) – 2:39
7. Ramble On (Page, Plant) – 4:23
8. Moby Dick (Bonham, Jones, Page) – 4:25
9. Bring It On Home (Page, Plant) – 4:20

### Led Zeppelin III
1. Immigrant Song (Page, Plant) – 2:23
2. Friends (Page, Plant) – 3:54
3. Celebration Day (Jones, Page, Plant) – 3:28
4. Since I've Been Loving You (Jones, Page, Plant) – 7:24
5. Out on the Tiles (Bonham, Page, Plant) – 4:05
6. Gallows Pole (Trad., arr. Page/Plant) – 4:56
7. Tangerine (Page) – 2:57
8. That's the Way (Page, Plant) – 5:37
9. Bron-Y-Aur Stomp (Jones, Page, Plant) – 4:16
10. Hats Off to (Roy) Harper (Trad., arr. Charles Obscure) – 3:42

### (Led Zeppelin IV)
1. Black Dog (Page/Plant/Jones) – 4:56
2. Rock and Roll (Page/Plant/Jones/Bonham) – 3:41
3. The Battle of Evermore (Page/Plant) – 5:52
4. Stairway to Heaven (Page/Plant) – 8:03
5. Misty Mountain Hop (Page/Plant/Jones) – 4:39
6. Four Sticks (Page/Plant) – 4:45
7. Going to California(Page/Plant) – 3:32
8. When the Levee Breaks (Page/Plant/Jones/Bonham/Memphis Minnie) – 7:08

### Houses of the Holy
1. The Song Remains the Same (Page/Plant) – 5:30
2. The Rain Song (Page/Plant) – 7:39
3. Over the Hills and Far Away (Page/Plant) – 4:50
4. The Crunge (Bonham/Jones/Page/Plant) – 3:17
5. Dancing Days (Page/Plant) – 3:43
6. D'yer Mak'er (Page/Plant/Jones/Bonham) – 4:23
7. No Quarter (Page/Plant/Jones) – 7:00
8. The Ocean (Page/Plant/Jones/Bonham) – 4:31

### Presence
1. Achilles Last Stand (Page/Plant) – 10:25
2. For Your Life (Page/Plant) – 6:20
3. Royal Orleans (Bonham/Jones/Page/Plant) – 2:58
4. Nobody's Fault But Mine (Page/Plant) – 6:27
5. Candy Store Rock (Page/Plant) – 4:07
6. Hots on for Nowhere (Page/Plant) – 4:43
7. Tea for One (Page/Plant) – 9:27

### Physical Graffiti- deel 1
1. Custard Pie (Page/Plant) – 4:13
2. The Rover (Page/Plant) – 5:36
3. In My Time of Dying (Page/Plant/Jones/Bonham) – 11:04
4. Houses of the Holy (Page/Plant) – 4:01
5. Trampled Under Foot (Page/Plant/Jones) – 5:35
6. Kashmir (Page/Plant/Bonham) – 8:31

### Physical Graffiti- deel 2
1. In the Light (Page/Plant/Jones) – 8:44
2. Bron-Yr-Aur (Page) – 2:06
3. Down by the Seaside (Page/Plant) – 5:14
4. Ten Years Gone (Page/Plant) – 6:31
5. Night Flight (Jones/Page/Plant) – 3:36
6. The Wanton Song (Page/Plant) – 4:06
7. Boogie with Stu (Bonham/Jones/Page/Plant/Ian Stewart/Valens) – 3:51
8. Black Country Woman (Page/Plant) – 4:24
9. Sick Again (Page/Plant) – 4:43

### In Through the Out Door
1. In the Evening (Page/Plant/Jones) – 4:49
2. South Bound Saurez (Jones/Plant) – 4:12
3. Fool in the Rain (Page/Plant/Jones) – 6:12
4. Hot Dog (Page/Plant) – 3:17
5. Carouselambra (Jones/Page/Plant) – 10:34
6. All My Love (Plant/Jones) – 5:53
7. I'm Gonna Crawl (Page/Plant/Jones) – 5:30

### Codaen 4 bonustracks
1. We're Gonna Groove (James Albert Bethea/King) – 2:40
2. Poor Tom (Page/Plant) – 3:01
3. I Can't Quit You Baby (Dixon) – 4:17
4. Walter's Walk (Page/Plant) – 4:31
5. Ozone Baby (Page/Plant) – 3:35
6. Darlene (Bonham/Jones/Page/Plant) – 5:06
7. Bonzo's Montreux (Bonham) – 4:17
8. Wearing and Tearing (Page/Plant) – 5:31

Bonus tracks:
1. Baby Come on Home (Bert Berns/Page/Plant) – 4:30
2. Traveling Riverside Blues (Robert Johnson/Page/Plant) – 5:11
3. White Summer/Black Mountain Side (Page) – 8:01
4. Hey, Hey, What Can I Do (Bonham/Jones/Page/Plant) – 3:55

John Bonham · John Paul Jones · Jimmy Page · Robert Plant